# جارد في. بيك
جارد في. بيك هو سياسي أمريكي، ولد في 21 سبتمبر 1816 في بورت تشيستير في الولايات المتحدة، وتوفي في 25 ديسمبر 1891 في Rye (town), New York ‏ في الولايات المتحدة. نشط حزبياً في الحزب الديمقراطي. وقد انتخب عضو جمعية ولاية نيويورك ‏ وانتخب عضو مجلس النواب الأمريكي ‏.